# Stray Kids
Stray Kids (coreà: 스트레이 키즈; romanització: Seuteurei Kijeu;; SKZ) és una boy band coreana de K-pop formada per JYP Entertainment a través del reality show del 2017 del mateix nom. El grup està format per vuit membres: Bang Chan, Lee Know, Changbin, Hyunjin, Han, Felix, Seungmin i IN. Al principi eren nou membres fins que Woojin va abandonar el grup per motius personals l'octubre de 2019.
Stray Kids va publicar l'EP de debut I Am Not el 2018, seguit de dos EP més, I Am Who i I Am You. La trilogia d'EP Clé es va publicar el 2019, formada per Clé 1: Miroh, Clé 2: Yellow Wood i Clé: Levanter. El primer àlbum d'estudi del grup, Go Live, es va publicar el 2020, convertint-se en el seu primer disc de platí certificat per la Korea Music Content Association (KMCA). El mateix any, Stray Kids també va debutar al Japó amb l'àlbum recopilatori SKZ2020 publicat per Epic Records Japan.
El 2021, del seu segon àlbum d'estudi, Noeasy, se'n van vendre milions de vendes. Després de signar amb Republic Records per als Estats Units d'Amèrica el 2022, el grup va publicar els EP Oddinar i Maxident, a més del tercer àlbum d'estudi 5-Star (2023), que va encapçalar en tres ocasions el Billboard 200 i va entrar a la UK Albums Chart. 5-Star va rebre la certificació de cinc milions de vendes d'àlbums per la KMCA, fet que converteix Stry Kids en el tercer grup que ho aconsegueix a la història de Corea del Sud. El 2023 va aparèixer a la llista Next Generation Leaders de Time.
Bang Chan, Changbin i Han també són membres del trio 3Racha.

## Discografia
- Go Live (2020)
- Noeasy (2021)
- 5-Star (2023)
- The Sound (2023)

## Filmografia

### Sèries de televisió
| Any  | Títol                         |
| ---- | ----------------------------- |
| 2017 | Stray Kids                    |
| 2019 | Finding SKZ                   |
| 2020 | Finding SKZ God Edition       |
| 2021 | Kingdom: Legendary War        |
| 2021 | Kingdom Week &lt;No+&gt;      |
| 2022 | Finding SKZ Get Edition       |
| 2023 | Stray Kids Tokyo Mission Tour |